# Saint-Paul-de-Loubressac

Saint-Paul-de-Loubressac este o comună în departamentul Lot din sudul Franței. În 2009 avea o populație de 564 de locuitori.

## Evoluția populației
| An        | 1975 | 1982 | 1990 | 1999 | 2006 | 2009 |
| --------- | ---- | ---- | ---- | ---- | ---- | ---- |
| Populație | 362  | 380  | 423  | 430  | 504  | 564  |